# Heimatmuseum Kölleda

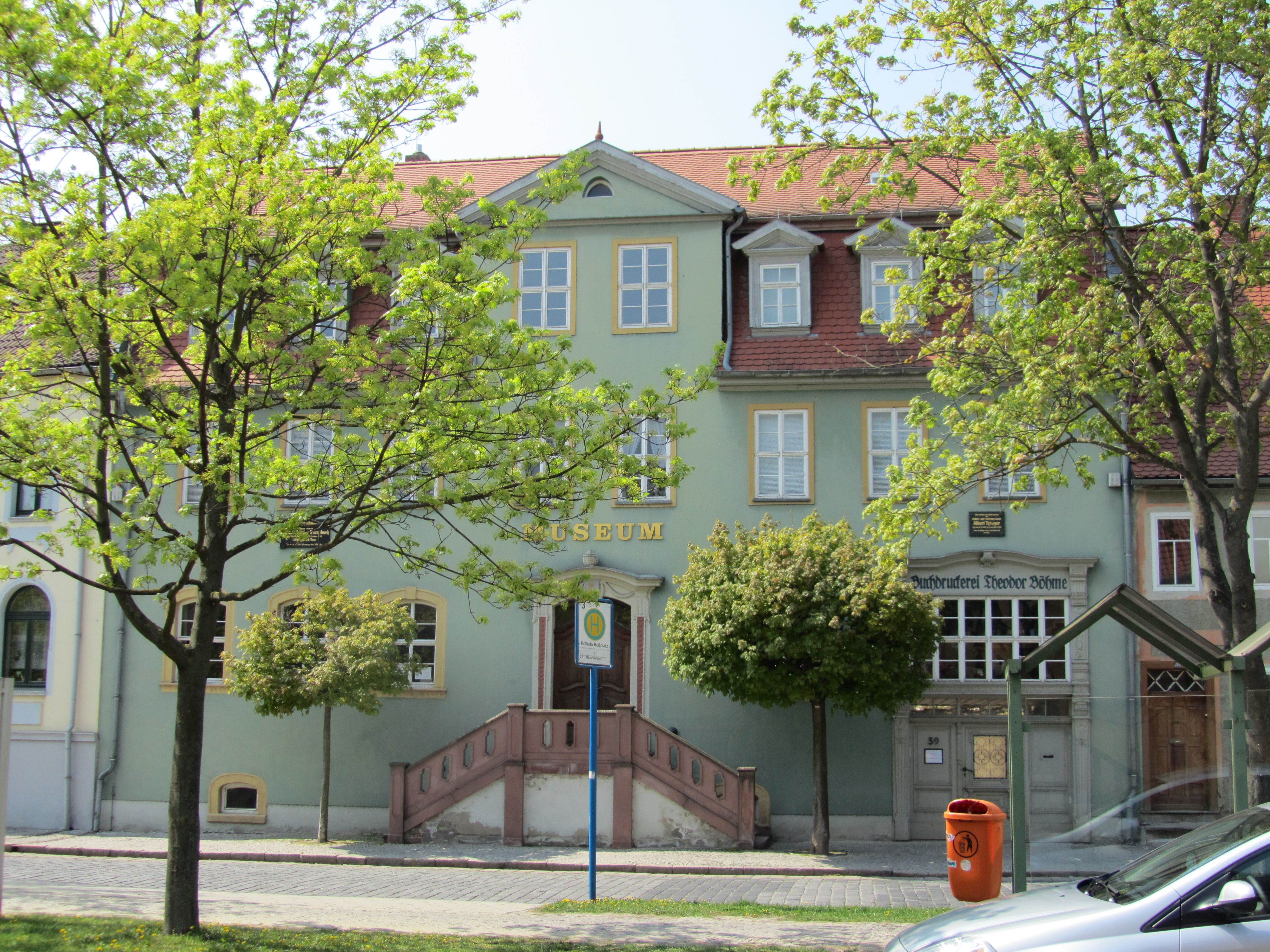
Heimatmuseum Kölleda

Das Heimatmuseum Kölleda ist ein Museum in Kölleda.
In diesem Museum gibt es Wissenswertes über Kölledas Stadtgeschichte, seine Pflanzen- und Tierwelt, die Geschichte seiner Zünfte und Innungen, das Gerichtswesen und seine Heilkräuter bzw. Steine. Auch berühmte Kölledaer Persönlichkeiten kommen hier vor. Der Museumsgarten ist mit historischen Rosen, historischem Gemüse, Heil- und Gewürzkräutern, einer Obstwiese, einem Schnupperbeet und mit Mauerbegrünung versehen. Gegründet wurde es von Bruno Schwabe, von dem auch Teile seiner Sammlungen und seines persönlichen Nachlasses den Grundstock des Heimatmuseums bildeten. Es fand seinen Ursprung in einem Raum im Rathaus und zwei Räumen in der alten Schule. Schwabe trug erste Stücke zur Erinnerung an Kölleda und Umgebung, Kriegserinnerungen des Kreiskriegsvereins und naturwissenschaftliche Gegenstände zusammen. Im Jahre  1942 erfolgte der Umzug in das heutige Gebäude, welches das Schwabe’sche Haus war. Dieses war ab 1897 das Haus des Zeitungsdruckers Theodor Böhme gewesen, der es 1904 erwarb. Der von ihm herausgegebene Anzeiger wurde bis 1945 hier gedruckt. Die Nachfahren Böhmes vermachten 1977 dieses Haus der Stadt Kölleda. Es beherbergt auch eine Ofenplattensammlung. Dieses Museum besteht seit 1994 an dieser Stelle am Roßplatz 39. Zur Stadtgeschichte gehört Kölleda als Garnisonsstadt, der Anbau der Pfefferminze, woher die Bahnlinie auch ihren Beinamen Pfefferminzbahn hat. Der Museumsgarten ist im Stile des 18. Jahrhunderts angelegt.
Das Heimatmuseum steht auf der Liste der Kulturdenkmale in Kölleda.